# L'Illusion politique
L'Illusion politique est un essai de Jacques Ellul paru en 1965 qui pose le problème de l'exercice politique dans la société technicienne.

## Éditions
- Paris, Robert Laffont, 1965
- 2e édition augmentée d'une postface : Pluriel / Livre de poche, 1977
- 3e édition : La Table Ronde / La petite vermillon, préface de Daniel Compagnon, 2004
- 4e édition : La Table Ronde / La petite vermillon, préface de Daniel Compagnon, 2012
- 5e édition : La Table Ronde / La petite vermillon, préface de Daniel Compagnon, 2018

## Présentation de l'œuvre
L'homme du XXe siècle est persuadé que la politique peut résoudre tous ses problèmes. Le citoyen charge la politique d'organiser la société pour que celle-ci devienne idéale. La politique est efficace en matière d'organisation de la vie sociale : bureaucratie, administration, économie... mais la politique ne permet pas de répondre aux besoins profonds de l'Homme, à savoir : le problème moral, le problème éthique, le problème du sens de la vie ou celui de la responsabilité devant la liberté... Jacques Ellul montre que c'est parce que nous refusons de prendre nos responsabilités personnelles devant la liberté (et, finalement, parce que nous ne voulons pas vraiment être libres) que nous demandons à l'État de nous donner ce que nous voulons. C'est parce que nous ne voulons pas faire l'effort de chercher ce qu'est le bien, le vrai et le juste que nous demandons à l'administration de le chercher pour nous. L'homme préfère être le serviteur du « plus froid des monstres froids » plutôt que d'assumer pleinement sa liberté. Il se déshumanise au profit de l'État, plaçant sa foi dans la politique, qui, au bout du compte, n'a pas le pouvoir de ses ambitions.
L'illusion est définie comme suit : perception fausse, jugement erroné, opinion fausse, apparence trompeuse, en dehors de la réalité. Le politique serait « la direction du groupement politique que nous appelons État ou l'influence que l'on exerce sur cette direction ». Ce qu'on appelle 'politique' serait donc la capacité de gérer la question humaine dans la société. Insinuer l'illusion politique, c'est remettre en question la possibilité effective pour la politique de répondre aux besoins de l'homme. Le livre se compose de huit parties et commence par une introduction. Ellul avait fait une courte expérience politique : « à la Libération, il a été adjoint au maire de Bordeaux pendant six mois ». Il doit alors signer trente lettres par jour, sur des questions qu’il ne maîtrise pas, et dont la décision est orientée par les rapports des cabinets des techniciens. On peut donc imaginer la situation d’un ministre du gouvernement qui doit signer trois cents lettres par jour…,. C’est ainsi qu’il prend conscience de « l’illusion politique », à laquelle il consacrera un livre portant ce titre, sacrilège à l’époque du 'tout politique'. C'est à ce moment qu'Ellul se retire de la vie politique, au sens total du terme : il ne mettra plus les pieds dans un bureau de vote.
Ce livre s'inscrit dans la critique de la société technicienne, car pour Ellul, c'est la technique qui réduit le politique au spectacle. Ellul employa le terme 'spectacle' dans son ouvrage Propagandes, en  1962, soit cinq ans avant qu'elle n'apparaisse chez Guy Debord (La société du spectacle, Paris, Buchet/Chastel, 1967).

## Destin de l'œuvre
Le texte fut publié la première fois en 1965, c'est pourquoi Ellul fait souvent référence à des évènements de la vie politique des années 1950-1960 pour illustrer son propos. Marcel Merle écrit en 1965 dans la Revue française de science politique pour réagir au livre d'Ellul : « Son analyse se situe sur un plan où la démonstration scientifique est impossible. À vrai dire l’acharnement de J. Ellul s’explique par des raisons qui sont d’ordre théologique plus encore que philosophique. (...) Il n’y a plus la moindre trace d’optimisme dans la vision de J. Ellul, qui considère la catastrophe finale comme une donnée inscrite dans l’évolution spontanée de l’organisation sociale ». En effet, ce qui est ici reproché à Ellul, c'est sa foi, et on soupçonne Ellul de dénigrer le monde pour justifier son christianisme. À cet article, Ellul répondra dans la même revue en livrant une argumentation, considérant qu'on lui fait un mauvais procès en le taxant de pessimiste. "En premier lieu, sa vie entière contredit cette légende; lui qui s'est engagé pour nombre de causes justes, de la Résistance anti-nazie à la prévention de la délinquance juvénile, en passant par l'écologie (...) Certes, la "dépolitisation" qu'il appelle de ses vœux à la fin de l'ouvrage pourrait faire naître quelques malentendus. Ce dont il s'agit, ce n'est pas de désintérêt pour la chose publique - cet apolitisme que beaucoup déplorent chez nos contemporains et dans lequel Ellul ne voit que "paresse", "lâcheté" et "mensonge" - mais bien désintoxication idéologique, de "démythisation" du politique, pour mieux penser et agir.
Face à une critique qui prétend qu'Ellul cherche à dépolitiser les hommes, Ellul au contraire veut « amener le citoyen dépouillé de ses illusions à une attitude vraiment démocratique, conscient de l'importance de changer de style de vie plutôt que de s'engager dans un mouvement partisan,. »

### Introduction
Tout est politique. Ou du moins le discours social nous dit tout le temps que tout est politique.
« La politique constitue un centre d'intégration de tous les éléments analytiques du système social, et ne saurait être elle-même reconnue comme l'un de ces éléments particuliers. »
Les hommes et les femmes politiques se vantent de changer le monde, s'attribuent les mérites des changements opérés dans la société, alors que ces variations ne sont que des accidents circonstanciels. C'est oublier que "toute situation n'est que partiellement la conséquence des décisions qui visent à l'influencer [l'action politique].
L'ennui, c'est que ce politique que l'on vante n'est pas objectif, il ne résulte pas de la liberté de l'homme, mais il résulte « d'un esprit envahi, écrasé, passivement soumis. Même là où cette soumission provoque agitation et violence. »
Ellul veut donc redonner sa réalité au politique, c'est-à-dire lui enlever son caractère sacré (dépolitisation) pour le voir véritablement tel qu'il est (repolitisation), et ne pas lui donner plus de valeur qu'il n'en a.

### Le nécessaire et l'éphémère
Ellul démontre que le domaine du nécessaire appartient aux techniciens (ce sont eux qui décident de ce qu'il faut faire, par souci d'efficacité), tandis que le domaine de l'éphémère appartient au domaine du politique (les politiques font des discours et adoptent des orientations en fonction de l'actualité du moment). Exposant le fonctionnement de la technocratie, Jean Meynaud explique :  « En réalité, l'influence du technicien sur l'homme politique se situe tout au long d'un continuum dont les pôles sont l'information de l'homme politique par le technicien sans qu'il en résulte de contrainte spécifique pour le premier et la domination du premier par le second qui devient ainsi le véritable maître du jeu. Les relations de pouvoir impliquant en moyenne une interaction entre les volontés en présence, on saisit sans peine les difficultés d'estimer avec quelque précision l'intensité des facultés technocratiques ».
L'illusion est donc bien de croire que les hommes politiques décident encore quelque chose de fondamental, ou, comme le dit Andrée Michel : « Nous vivons encore sur l'idée du contrôle de l'exécutif par le Parlement, de la sauvegarde des libertés par le maintien du législatif entre les mains de l'Assemblée, sur la croyance que l'élu va effectivement faire triompher la volonté de ses mandants. En réalité, ni les électeurs ni les élus ne peuvent exercer un contrôle effectif sur le pouvoir, alors qu'ils n'ont pas le temps d'être vraiment mis au courant des questions, de suivre une affaire même s'ils disposaient de toutes les pièces du dossier. Exercer un contrôle sur l'État impliquerait en effet une entière disponibilité dont nous ne jouissons pas encore dans la 'civilisation des loisirs' ». 
Puisque les hommes politiques sont interpellés tant sur le nécessaire que sur l'éphémère, et que les hommes politiques ne peuvent pas, matériellement, répondre à toutes les demandes, ils donnent aux techniciens carte blanche pour assurer le nécessaire, et signent les dossiers sans les approfondir (et parfois même sans les lire). « Le ministre lui-même ne peut que demander à un collaborateur de le conseiller pour choisir entre plusieurs variantes proposées par d'autres techniciens ». Inutile de remettre en question les études des techniciens, eux savent ce qui est le plus efficace. Si le politique s'attardait sur une question nécessaire, il faudrait qu'il étudie la question pendant de longs mois, se posant la question des fins avant celle des moyens. Or, l'urgence impose une décision rapide, donc technicienne. L'efficacité prime sur la raison et la réflexion. D'ailleurs, « plus les problèmes sont sérieux et importants, plus on cherche à les résoudre par la voie technique ».

### L'autonomie du politique
Lorsque l'on parle de valeurs morales, telles que la justice, ou la liberté, par exemple, celles-ci deviennent plutôt floues dès qu'elles font irruption dans le domaine politique. François Chatelet, dans la revue Arguments, écrivait : « Il y a État dès le moment où un pouvoir de décision s'instaure, connu de tous comme ayant pouvoir de décider pour la société globale de ce qui est juste et injuste, légal et illégal ». En effet, ces valeurs deviennent des slogans vidés de tout contenu et ne peuvent nullement s'incarner. Si les valeurs morales sont invoquées, c'est uniquement à dessein de servir les ambitions politiques. À ce titre, le politique est autonome à l'égard de la morale (ou des valeurs) : il s'en sert, mais comme d'une justification pour avoir belle façade et remporter des élections. Ou plutôt, il existe une valeur politique, et une seule : « Si la politique est totalement dépendante de la technique, elle s'avère en revanche parfaitement autonome à l'égard des valeurs morales : l'efficacité est sa seule loi. On sait depuis Max Weber que l'État bénéficie du monopole de la violence légitime, et la plus petite manifestation d'indépendance est aussitôt considérée comme attentatoire à cette prérogative. Dire que l'État ne devrait pas employer la violence ni faire la guerre, c'est simplement dire qu'il ne doit pas être l'État ». 
Cette 'valeur' de l'efficacité par-dessus tout est une marque de la société technicienne et de sa sacralisation : « Toute communauté qui veut survivre en tant que communauté (non seulement comme somme d'individus isolés et soumis à d'autres communautés) sera donc obligée de s'élever, pour le moins, au niveau technique atteint par ses ennemis potentiels. Il se peut qu'elle déteste l'organisation qui, ainsi, est exigée d'elle, la transformation de son genre de vie et de travail, la dépréciation d'une partie de son sacré : si elle ne veut pas s'immoler sur l'autel de son sacré traditionnel, elle devra accepter d'abandonner celles parmi ses valeurs qui ne sont pas conciliables avec cette efficacité sans laquelle aucune de ses valeurs ne survivrait. Or, il est impossible de fixer a priori une limite à ce sacrifice des valeurs : le sacré, que la communauté voulait défendre en acceptant la lutte avec la nature extérieure sous forme de lutte progressive, devra maintenant se justifier devant le sacré de la technique, devant l'efficacité ».
Enfin, dans l'univers technicien, tout est verrouillé, ce qui ne permet pas au politique de prendre des décisions : « La technique est devenue autonome à l'égard de la politique: on objectera que c'est l'État qui prend les décisions politiques et que la technique obéit. Mais ce n'est pas si simple: en fait, ce sont les techniciens qui sont à l'origine des décisions politiques. Celles-ci sont donc dictées par des impératifs techniques et elles seront les mêmes quel que soit le régime (...), l'État devient technicien. C'est la fin du politique proprement dit. La marge de manœuvre des politiques est très faible dans un jeu dont les règles sont fixées par les techniciens ».
Si l'homme décide de servir le politique, qu'il le fasse, mais en gardant ses distances avec l'engagement politique (esprit partisan), parce que l'organe politique se comportera comme une machine envers l'homme qui ne pourra que le servir et être utilisé par lui.

### Le politique dans le monde des images
D'une part le politique n'a pas de pouvoir (il est lié à un domaine d'action très superficiel), d'autre part le politique est autonome (notamment par rapport à la morale). S'ajoute à ceci le fait qu'une action politique suppose l'adhésion de l'opinion publique. Les auteurs qui étudient les conditions à remplir pour que l'information soit efficace, c'est-à-dire qu'elle atteigne le public et modifie l'opinion, en arrivent très vite à décrire la propagande. Le politique va donc chercher à manipuler l'opinion publique par la propagande, afin que "cette opinion ne bouleverse pas sans cesse le travail politique entrepris". Marie-Noëlle Sarget indique que « l'homme politique n'agit pas selon la réalité des faits, mais selon l'opinion, s'il veut être efficace et suivi. Celui qui crée l'opinion conditionne donc l'action gouvernementale ; pour être efficace, l'acte politique doit être précédé d'un travail préalable sur l'opinion ; décision et propagande sont étroitement liées, l'efficacité de la première dépendant de la seconde ».

D'abord, le politique prétend n'axer son action que sur les faits. Or, les faits sont peu pris en compte, seul compte en réalité le fait traduit pour l'opinion publique. Le citoyen considère souvent les discours de l'État comme étant des mensonges, cependant il y croit. La connaissance du fait devient alors une question de croyance. 
Ellul donne ici l'exemple de la connaissance que l'on avait des camps soviétiques, que les intellectuels français ne pouvaient pas ignorer, mais dont on niait l'existence pour faire la promotion du communisme dans les années 60, ou encore le communisme chinois : « La Chine est le premier artisan de paix. Nous sommes prêts à faire la guerre contre Formose pour faire la paix ». Le fait ne suffit pas à former l'opinion publique. Seule la propagande y parvient. « L'homme qui écoute un orateur ou lit un journal (dans notre civilisation) est immergé dans un monde réel mais spécial, que créent les mots... aussi réellement qu'il vit dans le monde réel créé par les chaises, les tables, etc. ». Et celui qui fabrique l'opinion publique (qui, en soi, n'existe pas) oblige le politique à aller dans le sens de cette opinion, c'est-à-dire à mettre en œuvre la propagande. L'action politique n'est que cela. Ainsi, penser que l'on peut changer la réalité par l'exercice du pouvoir politique est une illusion, tout comme le fait de penser qu'on peut maîtriser l'administration par la voie de la participation au jeu politique.

### Le contrôle de l'État
Devant l'argument que l'État serait neutre, et qu'il suffirait de le contrôler pour que le politique soit effectif, Jacques Ellul démontre encore une fois que ceci n'est qu'une illusion. Crozier, déjà, indiquait : « Une des raisons profondes du développement du système bureaucratique, c'est le désir d'éliminer les relations de pouvoir et de dépendance, la volonté d'administrer les choses au lieu de gouverner les hommes (...) les leaders [d'une] organisation conservatrice et bureaucratique professent une philosophie du changement tandis que les techniciens... sont au fond systématiquement conservateurs dans leur conception des problèmes d'organisation ». 
De toute manière, pour contrôler le pouvoir, il faudrait suivre les dossiers en cours. En supposant que l'on nous donne toutes les pièces et tous les moyens, ce qui est peu probable, comment en aurions-nous le temps ? Exercer un contrôle véritable de l'État impliquerait une disponibilité totale ! Cela serait du ressort professionnel, et nullement du citoyen lambda qui, après sa journée de travail, n'a plus l'énergie à mettre dans la vie publique. La bureaucratie (composée d'experts techniciens et influencée par des groupes de pression) élabore des décisions, et les organes dits de démocratie représentative ne servent qu'à avaliser ces décisions. Schumpeter avait lui aussi démontré que le peuple ne peut pas contrôler l'État. Claude Lefort exprimait en 1963, dans Les Lettres nouvelles, le caractère immuable de la bureaucratie : « Quelle que soit la personnalité du directeur général, le pouvoir de décision est nécessairement réparti entre des services différents, et au sein de chaque service il ne se concrétise qu'au travers d'une participation plus ou moins collective à la solution des problèmes fixés. S'interroger pour savoir si la direction est ou non distincte de la bureaucratie, c'est poser un faux problème. Dans toute organisation dont la hiérarchie aboutit à délimiter une fonction de direction suprême, celle-ci transcende d'une certaine manière celles qui lui sont subordonnées; il n'en demeure pas moins qu'elle fait elle-même partie du cadre qu'elle domine... ». Schumpeter montre que l'administration est un pouvoir qui a sa spécialité et qui ne doit pas être soumis aux interférences des politiciens. Seule l'administration est efficace, et la démocratie est inefficace dans une société industrielle.
Lorsque l'État prend une décision, son application se fait de manière autoritaire et est toujours sans appel. On ne peut tout simplement pas se battre contre le "monstre". Face à cet autoritarisme, l'administration a mis en place les "relations publiques" : il s'agit d'amener le citoyen à comprendre pourquoi la décision prise a été nécessaire, et d'aider le citoyen à collaborer activement avec l'administration. La mise en place contemporaine de médiateurs dans toutes les administrations est sans doute le reflet de cette analyse. Finalement, le mécanisme étatique reste hors contrôle, et le politique ne peut absolument rien y changer. Le seul apport du politique, c'est la forme, l'apparence : il séduit le citoyen pour lui faire accepter l'inacceptable.

### La participation
Le citoyen peut-il réellement participer à la vie politique ? Contrairement à Simone de Beauvoir et à Jean-Paul Sartre, qui affirment que l'on peut prendre des décisions en tant que citoyen sans avoir de compétence particulière, Ellul prétend que « ce que l'on nous propose là, c'est en réalité la démocratie de propagande, celle où le citoyen ne décide plus rien parce qu'il est intégré dans une masse fortement organisée, manipulée par la propagande, et qu'il se borne à adhérer avec enthousiasme à toutes les décisions prises en son nom, ou encore à formuler avec autorité tout ce qui lui est suggéré ». Georges Lavau écrivait, en 1962 : « Il ne sert à rien de faire observer que seule une minorité participe à ces controverses tandis que la masse des Français manifesterait le plus grand calme et ne craindrait que le changement. La réussite d'un régime auprès de ce qu'on appelle « l'opinion » se mesure au degré d'acceptation et de coopération des diverses élites politisées. Ce sont elles, et elles seules finalement, qui peuvent faire fonctionner un régime démocratique. Ce sont elles qui, lorsque le régime se heurtera à des difficultés, se révéleront capables de réunir en forces de rupture l'inquiétude diffuse des masses — ou, au contraire, de rassembler et d'encadrer les énergies qui soutiendront ce régime ».
Par l'engagement (politique), le citoyen met sa liberté en gage : il perd sa disponibilité et son authenticité, il est manipulé et utilisé par l'organisation à laquelle il a donné sa vie. L'action (sans réflexion véritable) plonge le citoyen engagé dans une perte totale de sa liberté intérieure : le meilleur moyen d'obliger l'homme à ne pas penser, c'est de lui faire faire quelque chose pour la cause : engagé à coller des affiches, distribuer des tracts, recueillir des signatures... il n'a plus le temps ni l'occasion de dialoguer et de remettre en question les idées reçues. Enfin, Ellul démontre – bien avant Hervé Kempf - que la démocratie telle qu'on nous la présente n'est rien d'autre qu'un système de type féodal, dans lequel ceux qui ont le pouvoir et dont la politique est le métier vivent – peut-être – la démocratie entre eux, tandis que les simples citoyens vivent l'illusion de participer au débat démocratique. La question politique est alors laissée à des professionnels de la politique, formés dans l'organe bureaucratique du parti. Une fois un tel professionnel élu dans une instance dite "démocratique", il est presque impossible au citoyen lambda de se faire entendre, puisque les fonctionnements bureaucratiques ne peuvent pas prendre en compte les particularités personnelles des citoyens.

### La «solution politique»
L'homme occidental moderne est convaincu de tout son être que tout est politique, et que tout problème recevra sa solution par le politique. Bertrand de Jouvenel avertissait ses lecteurs en disant qu'essayer de trouver une solution politique était obscurcir les choses, et que pour bien comprendre ce qu'est la Politique, il fallait en reconnaître « que l'on ne parvient en ces matières qu'à des règlements précaires ». Dans la revue Arguments, Maximilien Rubel notait que « la conquête du pouvoir politique est un leurre, c'est le piège absolu : c'est le suicide du mouvement ouvrier ». 
Évidemment, c'est l'État et l'État seul qui pourra appliquer les changements attendus. Bien sûr, l'État peut résoudre des problèmes de type administratif, mais comment pourrait-il résoudre les problèmes de l'homme ? L'approche que le citoyen adopte envers l'État est une approche religieuse. L'engagement politique est comparable à la religion. On observe ainsi le phénomène suivant : plus le citoyen recourt à l'État, plus l'État exerce sa puissance sur le citoyen : il y perd de sa liberté. Par conséquent, l'exercice de la justice ne peut se réaliser par l'État, car la notion même de justice prend sa source dans les idéologies partisanes.

### Dépolitisation et tensions
Jacques Ellul se défend de prôner la dépolitisation, bien que « des études très sérieuses ont montré que l'accroissement rapide de la participation électorale est dangereuse pour la démocratie, car ce sont les citoyens les moins éclairés qui se mettent soudain en mouvement. Par conséquent, l'apolitisme n'est pas automatiquement et en soi condamnable ». Il est bien clair qu'Ellul ne veut pas diriger le lecteur vers l'apolitisme. Il ne veut pas non plus montrer que la politique est inutile. Ellul se range simplement aux côtés de Bertrand de Jouvenel qui écrivait : « si l'on veut maintenir le jeu de la politique dans le cadre des règles fixées, les enjeux doivent être modérés ». C'est-à-dire qu'il faut prendre garde à ce que ces enjeux ne soient jamais portés à l'absolu. C'est là le sens de la dépolitisation selon Ellul.
Dans tous les cas, la politique existe et nous sommes tous concernés par elle, et l'État ne peut pas faire grand-chose sans l'approbation des masses. Ce qu'Ellul veut signifier, c'est qu'il faut abandonner tout espoir de contrôler l'État. En effet, l'État n'arrête ses projets que lorsqu'il rencontre un obstacle insurmontable, obstacle qui ne peut être que l'homme lorsqu'il s'organise indépendamment de l'État. Cela, dit Ellul, c'est dépolitiser pour repolitiser, mais sans illusion, dans un véritable esprit démocratique. Cette réappropriation démocratique ne peut se réaliser que collectivement, en présence de tension, entre des personnes en désaccord, mais bien décidées à travailler ensemble (et non pas des personnes qui se regardent comme ennemis parce qu'ils sont en désaccord), et entre le fonctionnement de ces collectifs et la société ambiante. Il pourrait donc s'agir de groupes « à intérêt socio-politique ou intellectuel ou artistique, ou économique, ou chrétien totalement indépendant de l'État, mais dans une situation de capacité à s'opposer à l'État, de refuser aussi bien ses pressions que ses contrôles ou que ses dons (même gratuits, subventions et autres) ». De tels groupes représenteraient un véritable danger pour le système, qui sera forcé de réagir – en général par la violence. Mais n'est-ce pas le prix à payer pour la liberté ?

### L'homme et la démocratie
Les Grecs avaient imaginé la démocratie. Elle devait être fondée sur des hommes vertueux, les citoyens, qui recherchaient un sens aigu de la justice, du droit, etc. Or, dans une évolution sociale qui exclut toute vertu et qui appelle les hommes à abandonner toute morale, il fallait bien trouver un système qui fonctionne malgré tout. « La démocratie (...) devait fonctionner même si le peuple était corrompu, absurde, lâche, jouisseur, égoïste et veule ». C'est ainsi que l'on a organisé les institutions chargées de mettre en œuvre les décisions : bureaucraties, administrations, etc. Aujourd'hui, la démocratie ne peut ressusciter que si le citoyen se prend en main, car elle ne peut être que reconquête. « Aujourd’hui, la seule «politique» possible est la séparation radicale d’avec le monde de la politique et de ses institutions, de la représentation et de la délégation, pour inventer à leur place de nouvelles formes d’intervention directe ».
Pour ce faire, le citoyen doit vouloir renoncer à son confort, entrer dans l'effort et le risque. Ceci suppose un changement profond du citoyen, qui n'est pas près d'arriver, dit Ellul. « Tant que celui-ci n'est préoccupé que de sa sécurité, de la stabilité de sa vie, de l'accroissement de son bien-être, nous ne devrons avoir aucune illusion, il ne trouvera nulle part la vertu nécessaire pour faire vivre la démocratie. Dans une société de consommateurs, le citoyen réagira en consommateur ». Ellul nous met donc tous au défi de sortir de nos illusions bien confortables pour entrer dans une véritable révolution intérieure.

### Rechercher des alternatives
Andrée Michel note que « pour l'homme démocrate (...), «exister, c'est résister» (p. 216), résister en particulier à la toute-puissance de l’État, en créant des points de refus et de contestation à l'égard de ses exigences. Sous quelle forme ? « En faisant apparaître des organismes, des corps, des associations, des ensembles à intérêt socio-politique ou intellectuel ou artistique, ou économique ou chrétien totalement indépendants de l'État, mais dans une situation de capacité à s'opposer à l'État, de refuser aussi bien ses pressions que ses contrôles ou que ses dons » (p. 217) ».
Pour Ellul, donc, l'implication de l'homme dans la société ne passe pas par le système politique déjà en place. Créer un mouvement politique, ou intégrer un parti existant, c'est jouer le jeu de la société technicienne, qui est déjà terrain miné.  
« Pour lui la politique est un « mirage », on est dans une illusion face à la puissance de l'État, les politiciens cherchant à pratiquer un art du possible devant une administration d'État régie par les bureaux. Et Jacques Ellul, pour contrebattre ce pouvoir des bureaux, rêve de la constitution de groupes alternatifs susceptibles de s'opposer à la fatale puissance de l'État »!
Ellul croyait que la liberté de l'homme face à l'asservissement technique trouvait sa place dans une foi chrétienne bien comprise. Ellul ne laisse donc pas à l'homme d'autre choix, pour être libre, que de se tourner vers le Dieu de Jésus-Christ. « Cornelius Castoriadis (...) militait, comme Jacques Ellul, pour des changements radicaux dans le mode d’organisation de nos sociétés, pour une authentique révolution. Ses analyses recoupaient parfois celles d’Ellul, lequel a cité de nombreuses fois, et de manière élogieuse, ce penseur polyvalent qu’était Castoriadis. (...) Castoriadis n’allait pas chercher la voie de la révolution dans la Révélation : il a consacré pratiquement les 20 dernières années de sa vie à creuser la question de la démocratie. (...) Pour Castoriadis, la démocratie – qui n’a pas grand rapport avec les « pseudo-démocraties » contemporaines des régimes parlementaires représentatifs – est la solution trouvée par les hommes pour rendre la vie collective possible, face au chaos originel du monde et à l’absence d’une téléologie de son histoire. Il n’existe pas d’ordre transcendant, naturel ou surnaturel, auquel devrait se conformer les règles de vie en commun. La recherche d’autonomie de la société est la solution qu’ont trouvée les Grecs de l’Antiquité à travers l’invention de la démocratie : démocratie signifie étymologiquement le pouvoir du peuple. La démocratie permet à la collectivité de décider de son propre destin. On relève l’écart avec Ellul pour qui cette prétention est une injure faite au Dieu chrétien ». Ce sont des groupes qui fonctionnent de manière réellement démocratique qui semblent être la seule voie collective valable aux yeux de notre auteur.

## Extraits en ligne
- Jacques Ellul, L'illusion politique - extraits (1965)